# Panflaggan

Panflaggan

Panflaggan är en flagga som används av pansexuella som symbol vid bland annat prideparader. 
Flaggan består av tre jämnstora horisontala ränder som är från toppen till botten rosa, gul och ljusblå. Deras betydelser är följande:
- Rosa: kvinnliga personer
- Gul: bl.a. icke-binära och asexuella personer
- Ljusblå: manliga personer

Symbolen för pansexualitet i panflaggans färger.

Det är okänt exakt när och var flaggan uppstod. Den börjades använda i början av 2010-talet på internet för skilja den pansexuella gemenskapen från den bisexuella. Flaggans designer är okänd.